# 今出川公規
今出川 公規（いまでがわ きんのり）は、江戸時代前期の公卿。左大臣・徳大寺公信の次男。右大臣・今出川経季の養子。官位は従一位・右大臣。

## 経歴
正保2年（1645年）に叙爵。以降清華家当主として早い速度で昇進し、侍従・左近衛少将・左近衛中将を経て、万治2年（1659年）に従三位となり、公卿に列する。権中納言を経て、寛文4年（1664年）に権大納言。延宝6年（1678年）には右近衛大将に補され、さらにその翌年には右馬寮御監を兼務。天和3年（1683年）からその翌年にかけては内大臣の地位にあった。
元禄5年（1692年）からその翌年にかけては右大臣を務める。元禄7年（1694年）に従一位に進む。

## 系譜
- 父：徳大寺公信
- 母：夏姫 - 長州藩主毛利秀就の養女、岩国藩主吉川広正の娘
- 養父：今出川経季
- 妻：宮子 - 京極高和の娘
  - 男子：今出川伊季（1660-1709）
  - 女子：季姫 - 本清院、荘恵夫人。徳川綱條正室
  - 女子：益姫 - 徳川綱條の養女。松平頼明正室